# Maximiliano Tomas
Maximiliano Tomas es un periodista, editor y crítico argentino. Nació en Buenos Aires en 1975. Cursó las carreras de Periodismo e Historia en su país, y realizó estudios de posgrado en Periodismo en la ciudad de Barcelona, España.

## Obras
Compiló antologías de literatura contemporánea como La joven guardia. Nueva narrativa argentina, publicada en la Argentina en 2005, en Cuba en 2007 y en España en 2009, y de relatos del siglo XIX, como los dos volúmenes de Cuentos breves para leer en el bus, que vendieron más de 100 mil ejemplares en países como la Argentina, España, México, Chile y Perú.
Escribió crónicas, columnas y artículos para revistas y medios impresos de Bolivia, México, Colombia, España y Suiza. Su antología La Argentina crónica. Historias reales de un país al límite del 2007, compila este tipo de piezas y ofrece un fresco generacional del mejor periodismo narrativo que se produce en la Argentina.
En 2005 creó el suplemento de Cultura del diario Perfil de Argentina, que dirigió hasta fines de 2011. Desde entonces se dedica a la crítica literaria, la gestión cultural y la docencia. 
Programó el Área de Letras del Centro Cultural General San Martín de Argentina desde 2013 y hasta 2020, y también organiza festivales, ciclos de lecturas, congresos y participaciones literarias a nivel nacional e internacional. 
Escribió, entre 2012 y 2016, una columna semanal sobre libros y literatura en el diario La Nación. En la actualidad sigue colaborando con el periódico escribiendo en su contratapa sobre temas literarios y culturales.
En 2015 fue el programador de la primera edición de "La noche de la filosofía" en Buenos Aires. El mismo año publicó su primer libro de ensayos y crítica literaria, que lleva por título ¿Qué leer? Una guía de lecturas para los amantes de los libros, editado por Penguin Random House.
En 2017 debutó como conductor televisivo junto a Eugenia Zicavo en el programa de libros “Bibliómanos”, que la Televisión Pública Argentina emitió entre los años 2017 y 2020. El programa, producido por Mulata Films, se convirtió en un ciclo de culto para los amantes de los libros y la literatura.
Actualmente dicta talleres de lectura sobre Jorge Luis Borges, Julio Cortázar y Rodolfo Walsh; y sobre el cuento del siglo XX en la Argentina y los Estados Unidos. También coordina talleres de escritura. 
Junto al escritor Gonzalo Garcés creó en 2021 el Círculo de Lectura El Zahir, que se reúne una vez al mes para analizar clásicos de la literatura del siglo XX.
Compiló y tradujo los relatos de la escritora estadounidense Willa Cather (La belleza de aquellos años, Mardulce, Buenos Aires, 2021) y también su novela Una dama perdida (Mardulce, Buenos Aires, 2023).
Desde enero de 2024 es el director general del Centro Cultural Recoleta de la Ciudad de Buenos Aires.